# Four Lanes
Four Lanes es una localidad situada en el condado de Cornualles, en Inglaterra (Reino Unido), con una población en 2016 de 1585 habitantes.
Se encuentra ubicada al oeste de la península del Suroeste, cerca de la orilla del canal de Bristol y del canal de la Mancha (océano Atlántico).